# Salomé (Titien)
Pour les articles homonymes, voir Salomé.
Salomé est une peinture à l'huile sur toile de 89,5 × 73 cm réalisée par Titien, datant de 1515 environ et conservée à la Galerie Doria-Pamphilj de Rome.

## Histoire
L'œuvre a fait partie des collections du prince Salviati, de la reine Christine de Suède et du prince Odescalchi, avant de rejoindre, en 1794, la galerie de la famille Doria. Autrefois attribuée à Pordenone, et à Giorgione, elle a été reconnue de la main de Titien par Morelli, suivi par presque tous les critiques.
De nombreuses copies existent, dont l'une, avec des variantes, dans la collection Benson de Londres, peut-être même autographe.

## Description
Dans une pièce sombre, éclairée par une arche qui s'ouvre sur le ciel clair, et surmontée d'un cupidon sculpté, Salomé prend sur un plat la tête de Jean le baptiste, aidée par une jeune servante. Nullement horrifiés, les deux personnages principaux mettent en scène une placide scène biblique, qui se distingue surtout par l'idéal de beauté de la femme. Celle ci présente les caractéristiques de beaucoup de femmes de Titien dans ses œuvres de l'époque, comme la Flore de la galerie des Offices, la sainte Catherine de la Conversation sacrée Balbi, la Violante, la Femme au miroir, la Vanité de Munich jusqu'à des figures féminines de l'Amour sacré et Amour profane.
Certains ont spéculé que le modèle aurait pu être la maîtresse de l'artiste, l'autre étant la fille de Palma le Vieux, Violante.

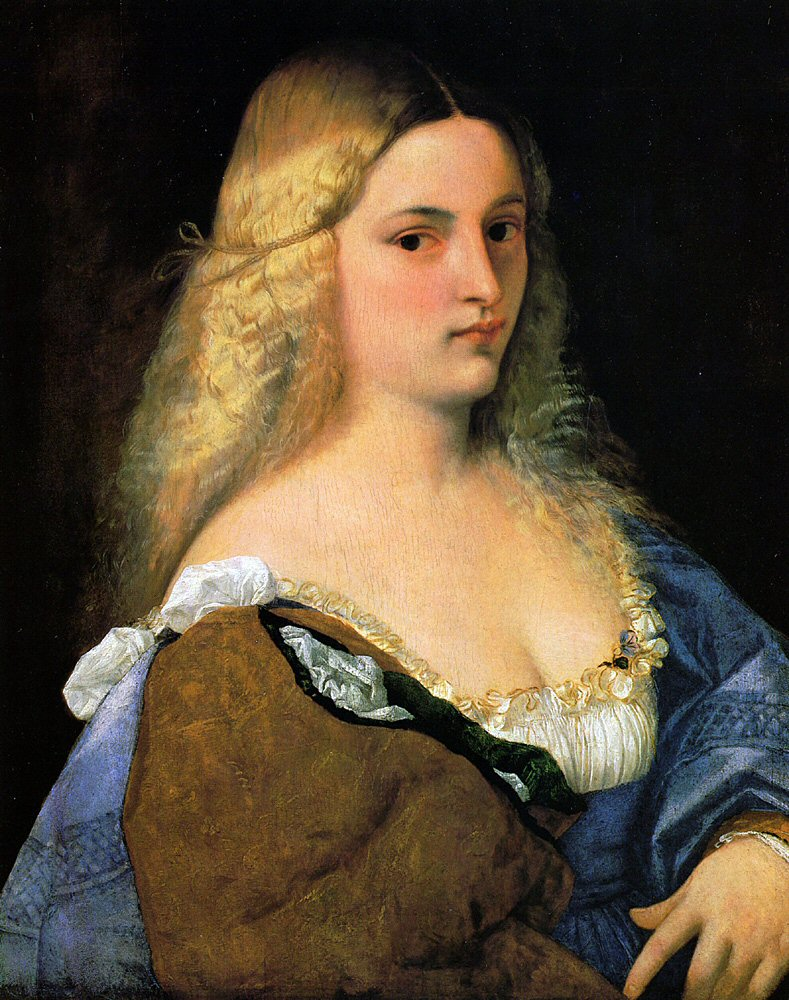
Violante (Kunsthistorisches Museum, Vienne).
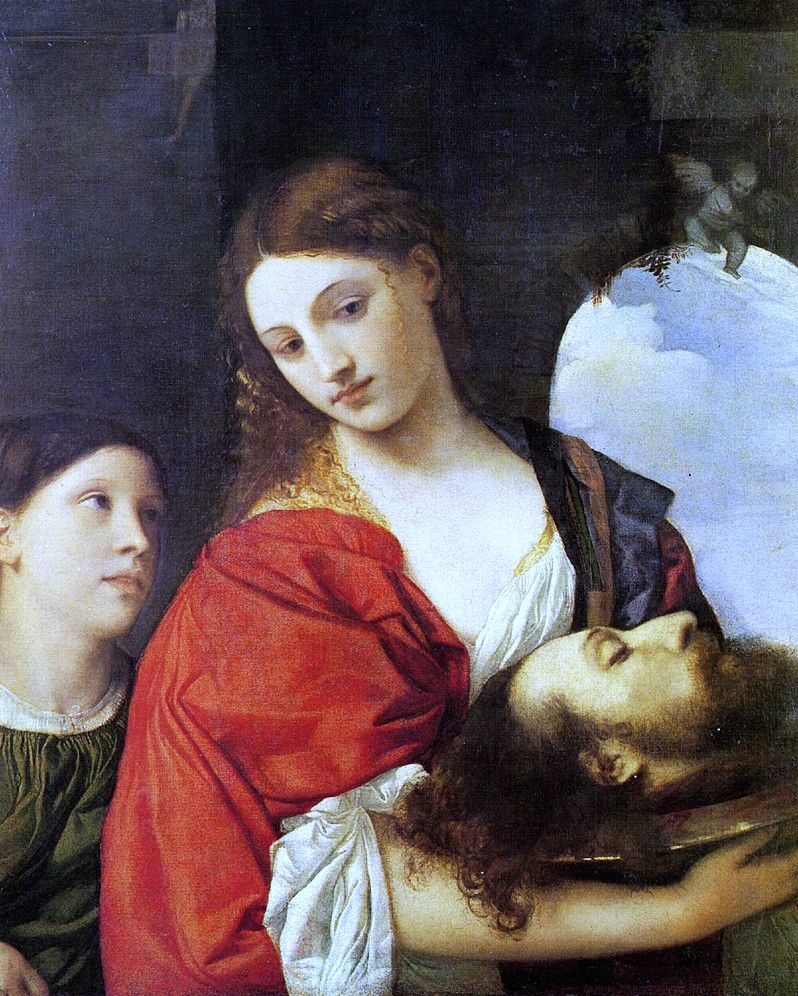
Salomé (Galerie Doria-Pamphilj, Rome).
La Femme au miroir (Louvre).
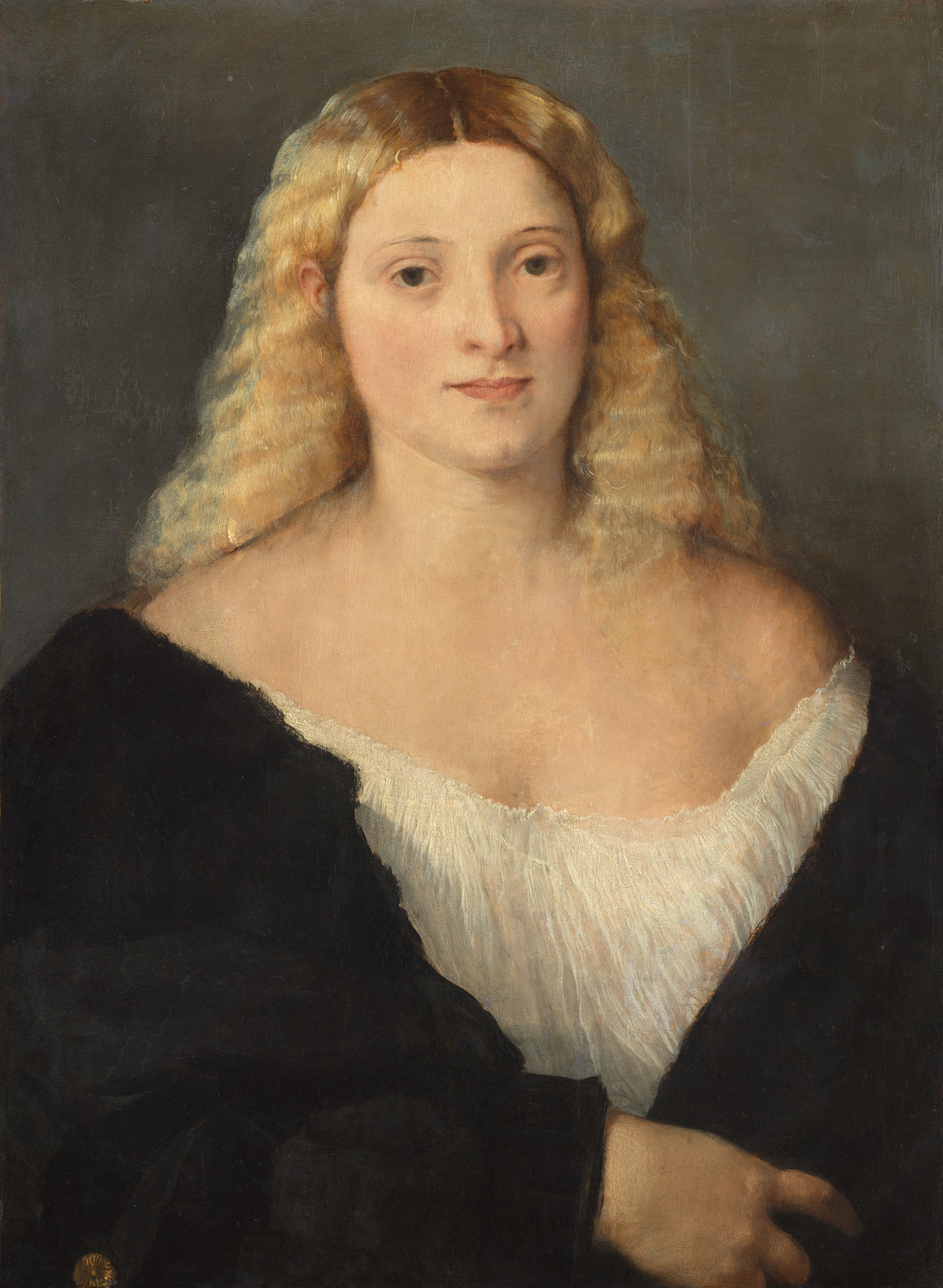
Jeune Femme en robe noire (Kunsthistorisches Museum).
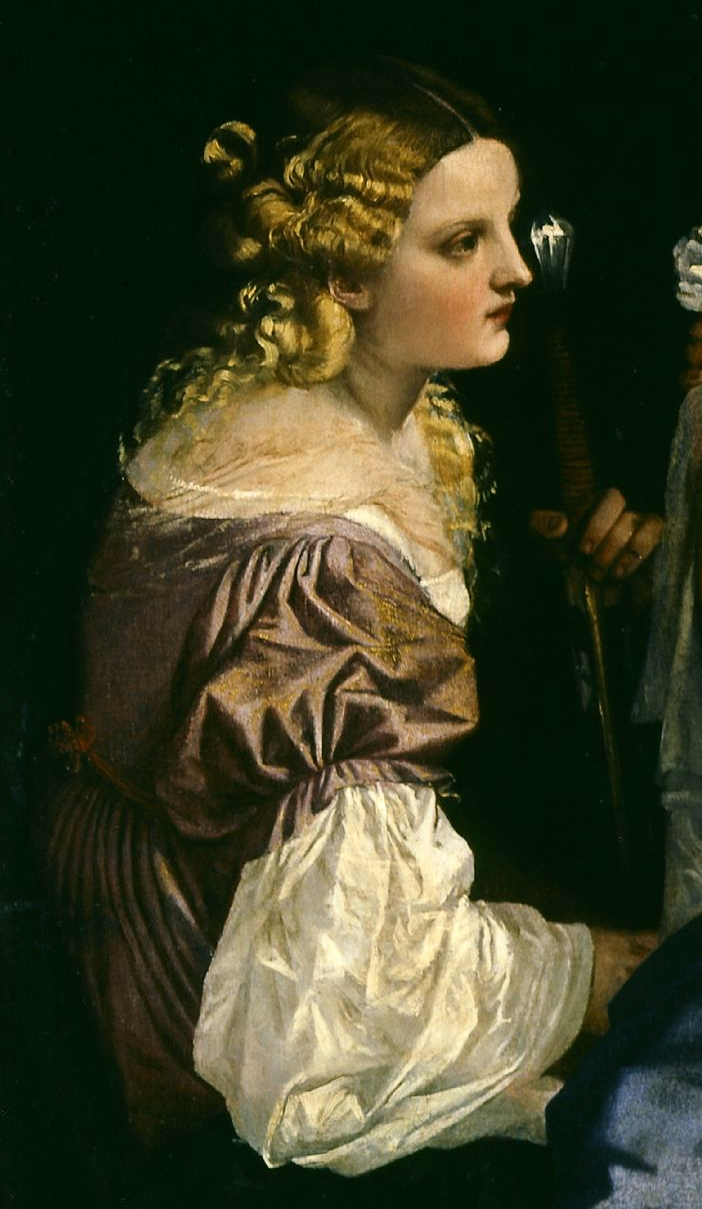
Sacrée Conversation Balbi (Fondation Magnani-Rocca).

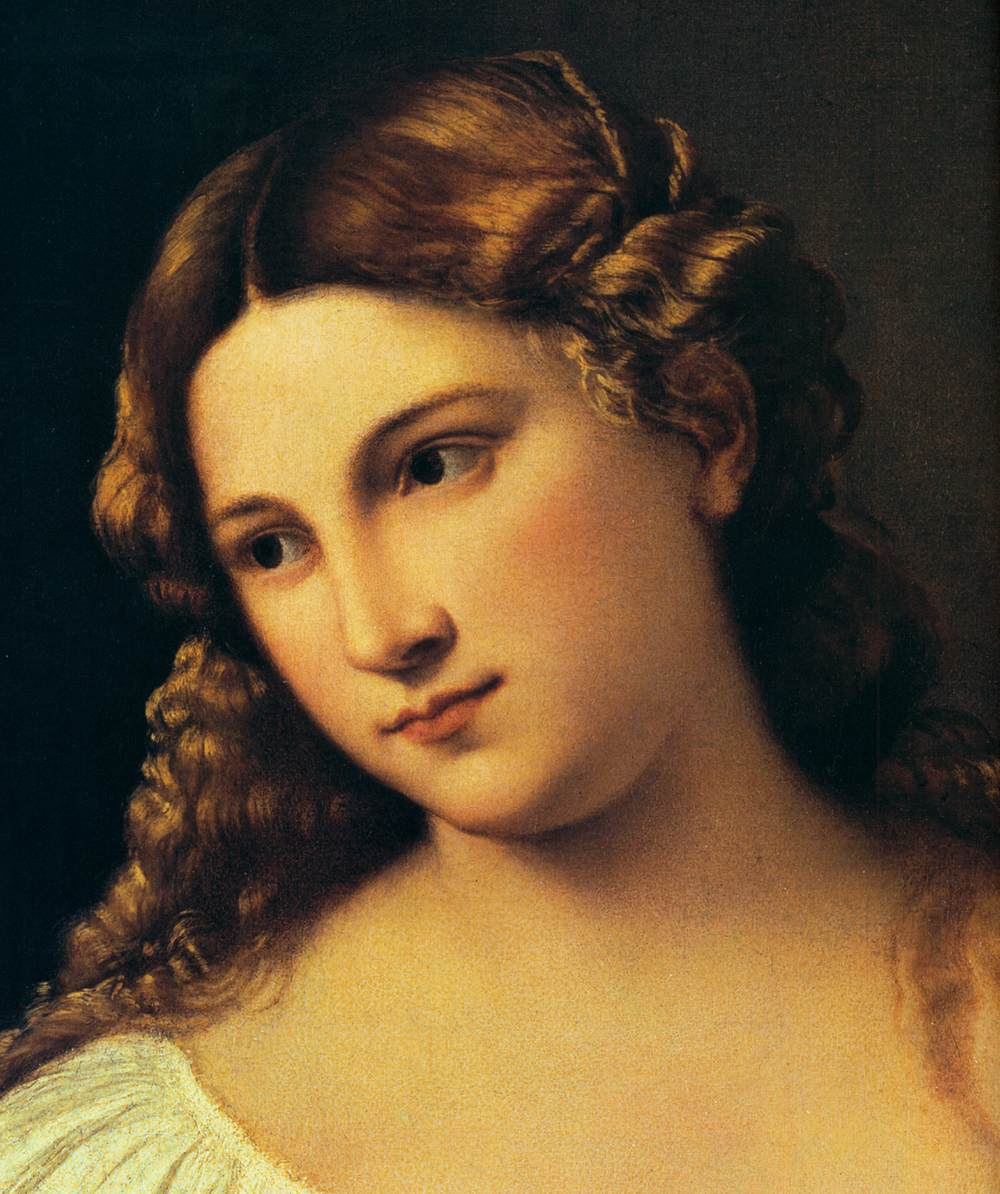
Flore (Offices, Florence).
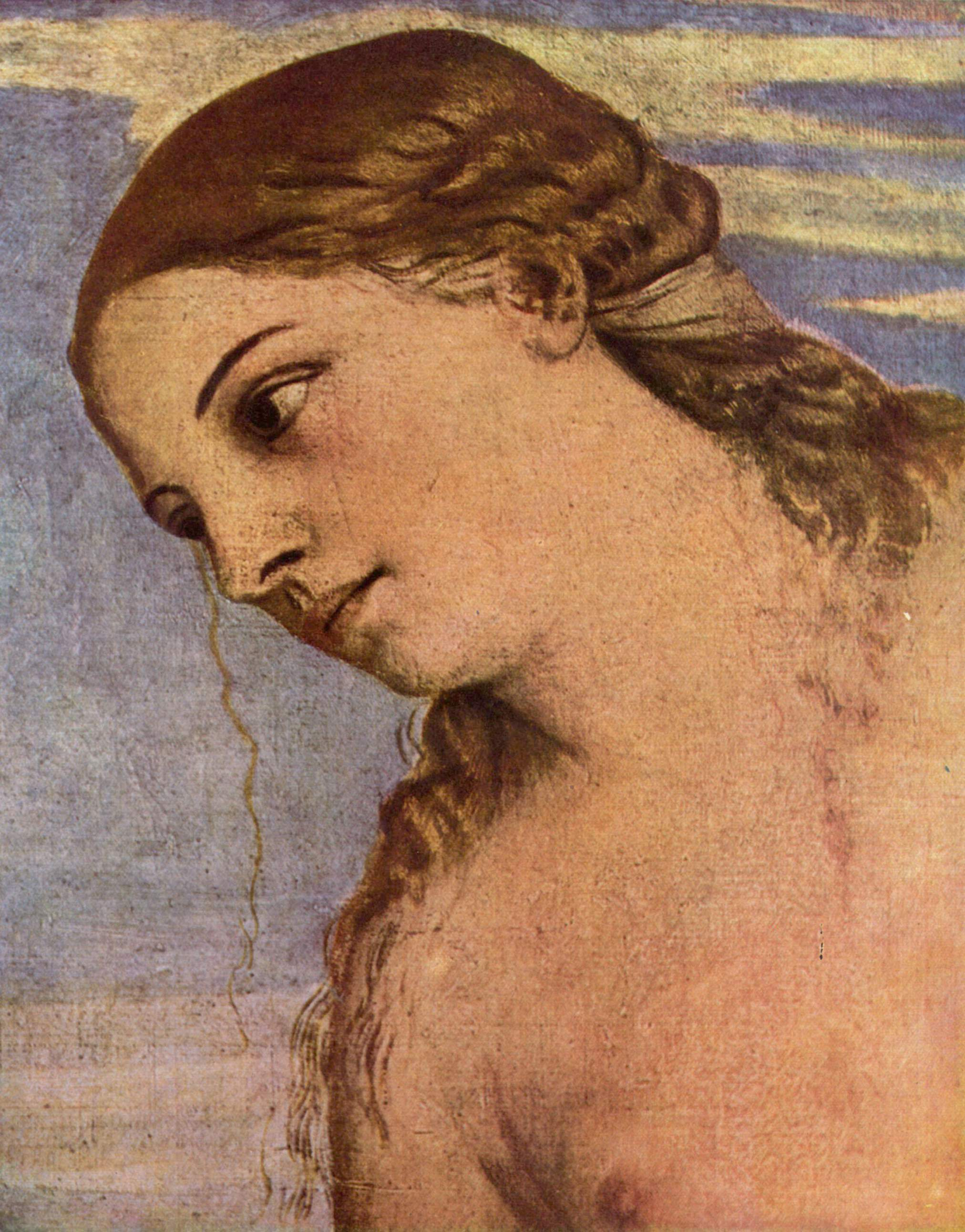
Amour sacré et Amour profane (Galerie Borghèse, Rome ; détail).
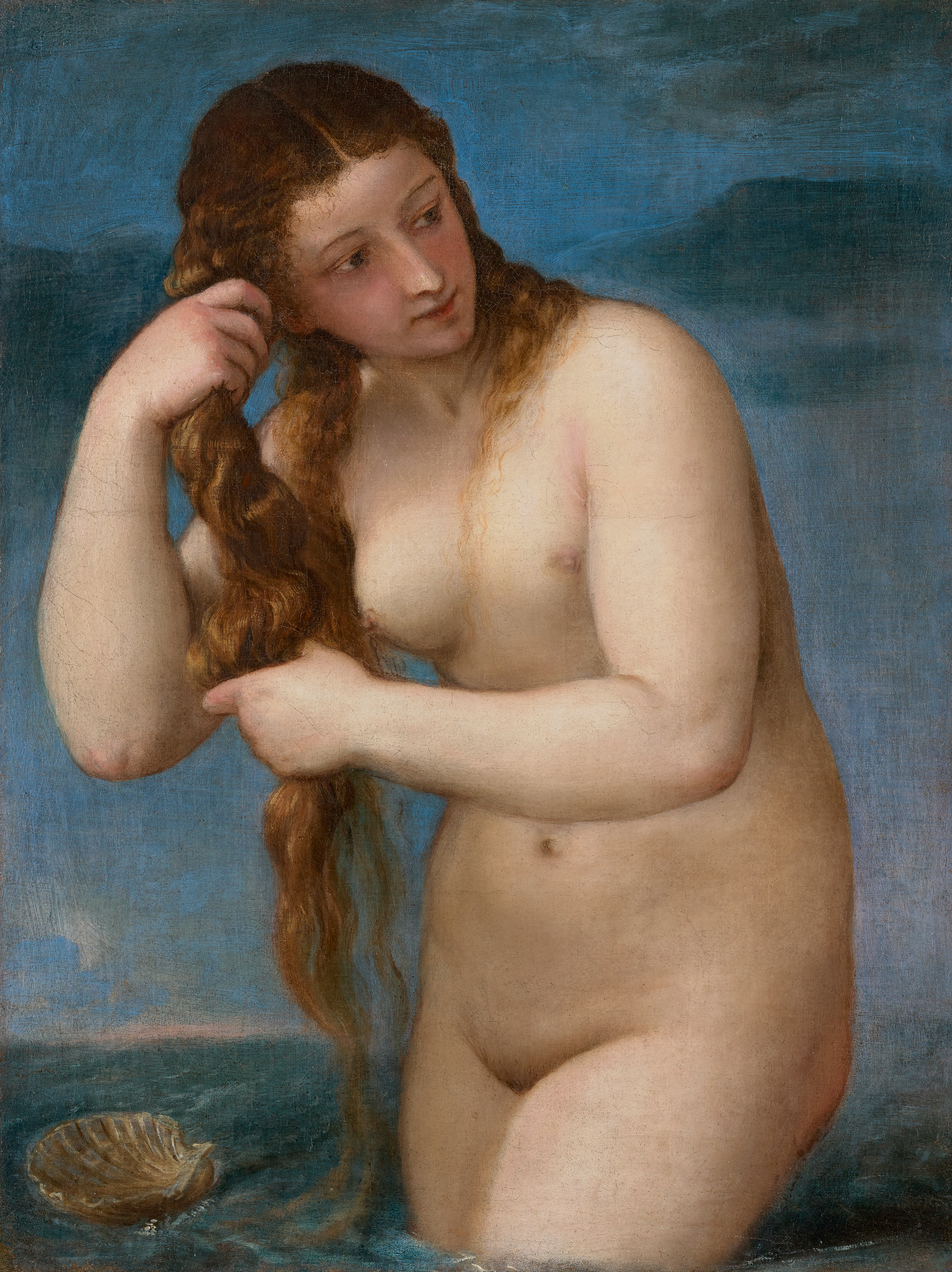
Vénus Anadyomène (National Gallery of Scotland, Edimbourg).
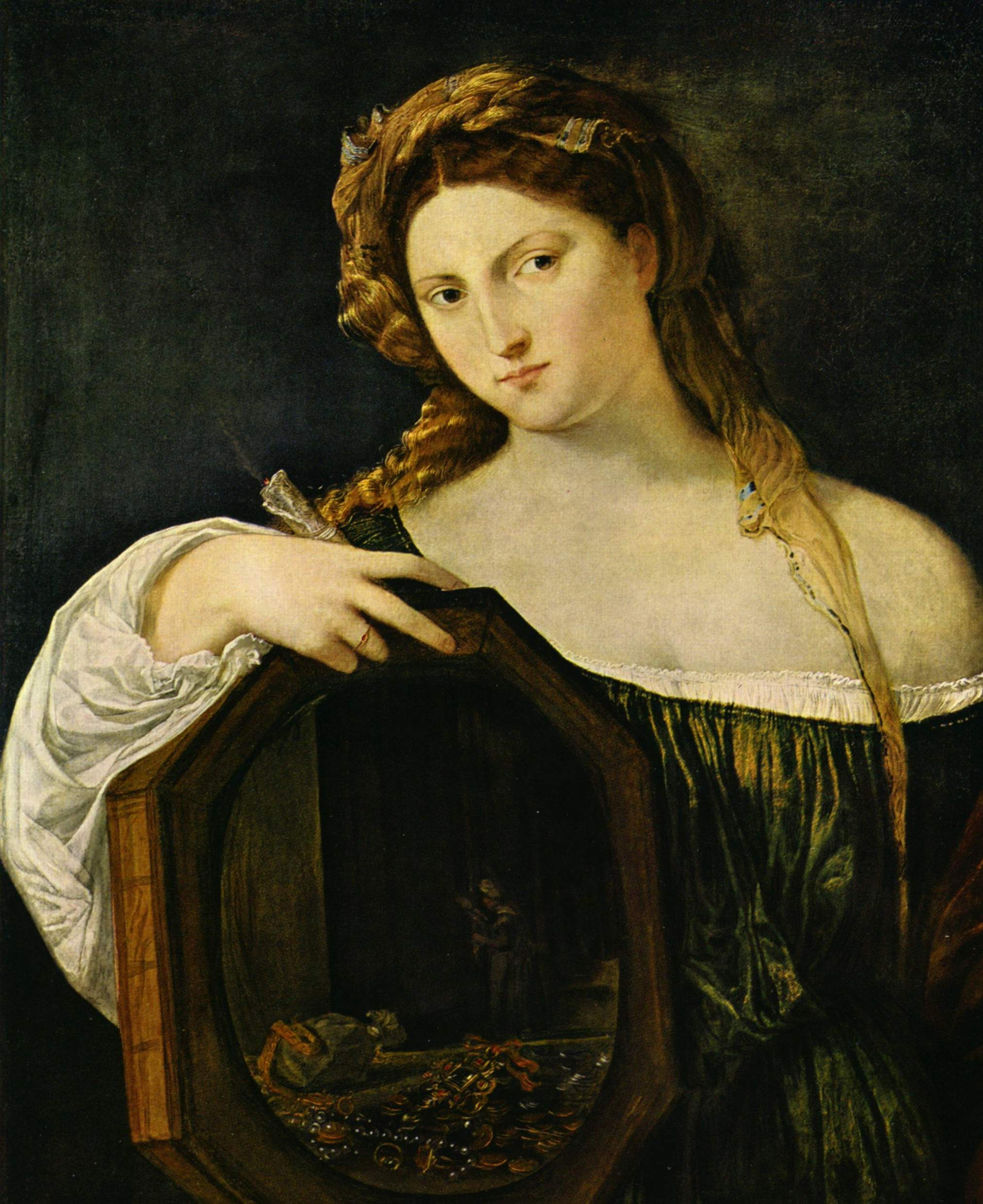
Vanité (Alte Pinakothek, Munich).